# Dophei
Dophei (Erica) is een geslacht van planten uit de heidefamilie (Ericaceae).
Alle soorten hebben altijdgroene, naaldachtige bladeren van 2-15 mm lang in kransen van drie of vier.
De viertandige bloemkroon met vrije meeldraden is omgegeven door een groene kelk (vleeskleurig bij Erica carnea). Erica sicula heeft meestal een vijftandige bloemkroon.
De verwante soort Bruckenthalia spiculifolia heeft meeldraden die met de bloemkroon vergroeid zijn.
De meeste Europese soorten zijn dwergheesters van 20-80 cm hoog. De grootste zijn de boomhei (Erica arborea) en de bezemdophei (Erica scoparia) die 6-10 meter hoog kunnen worden.

## Etymologie
De botanische naam Erica is afgeleid van het Oudgrieks ἐρείκη, ereikē, dat heideveld betekent. De naam Dophei slaat op de vruchten die op notendoppen lijken.

## Europese soorten

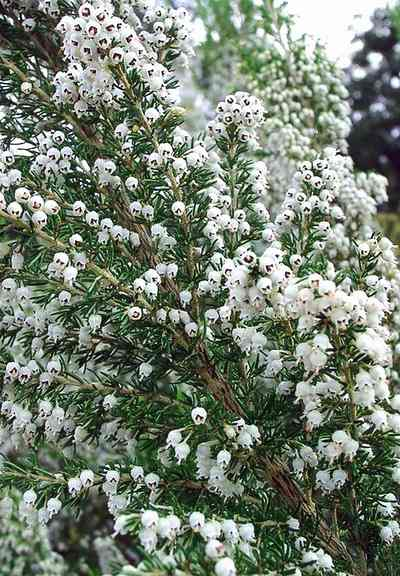
Boomhei (Erica arborea)

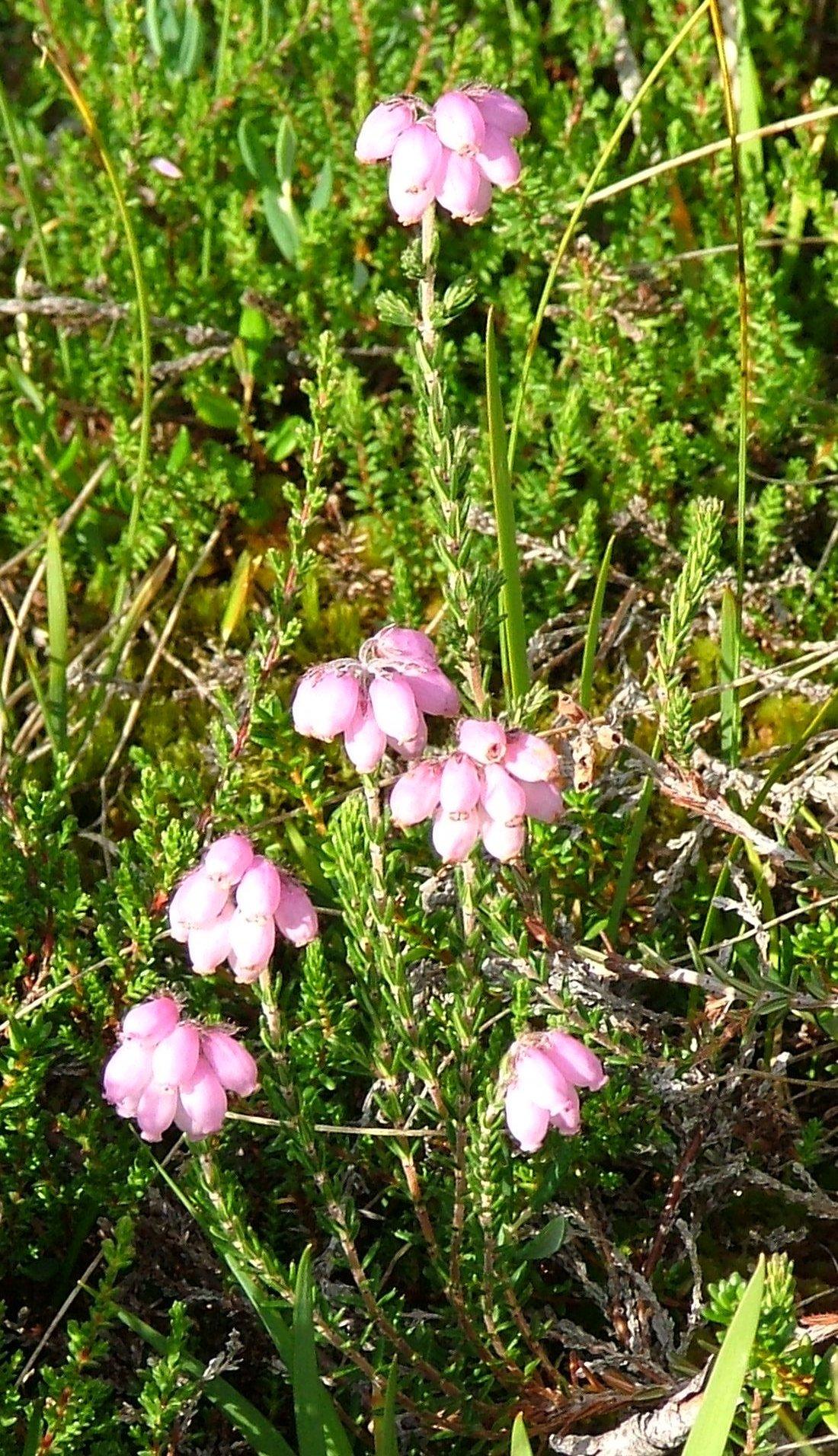
Gewone dophei (Erica tetralix)

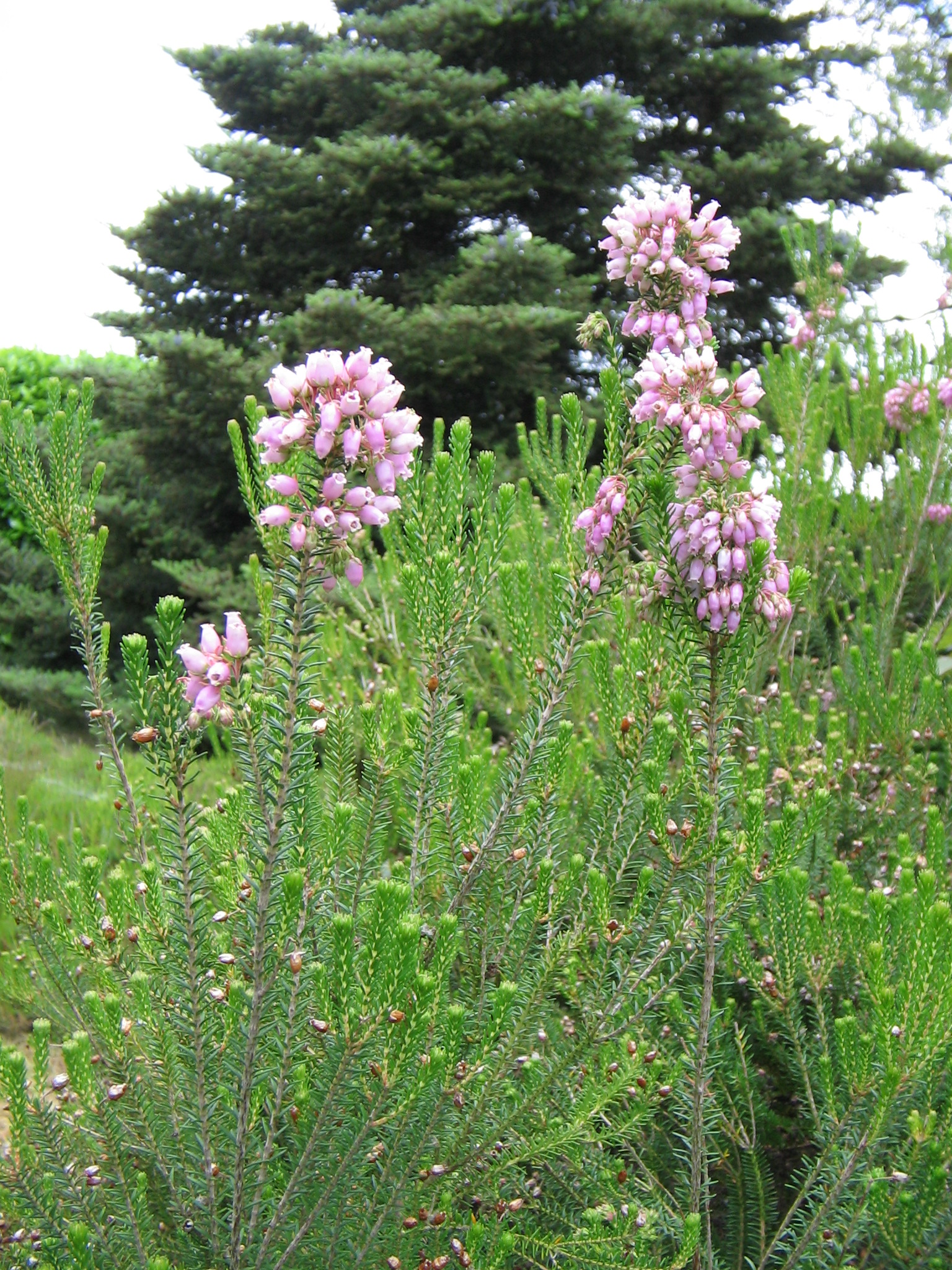
Corsicaanse hei (Erica terminalis)

In Nederland en België komen de volgende soorten voor:
- Erica cinerea L., rode dophei: Breed opgaand struikje tot 60 cm, met paarse, eirond-urnvormige bloemen in langwerpige, vaak vertakte trossen. Algemene verspreiding: West-Europa tot Zuidwest-Noorwegen. In Nederland zeer zeldzaam langs de Maas en op de Waddeneilanden, in België vrij zeldzaam in de oosterse Kempen en in West-Vlaanderen (omgeving van Brugge).
- Erica scoparia L., bezemdophei: Onregelmatig, losse opgaande struik tot 2 m hoog, met zeer kleine groenachtige bloemen in smalle kort vertakte trossen. Algemene verspreiding: Atlantisch Europa, Italië, Macaronesië, Noord-Afrika. In Nederland verwilderd op de Waddeneilanden, niet in België.
  - subsp. azorica (Hochst.) D.A. Webb (synoniem: Erica azorica Hochst.), met bruinachtige bloemen, Azoren
  - subsp. maderincola D.C. McClint.: Madeira
  - subsp. platycodon (Webb et Berth.) Hansen & Kunkel, de grootste ondersoort, tot 10 m hoogte: Canarische Eilanden.
- Erica tetralix L., gewone dophei: Opgaand, later vaak liggend struikje tot 40 cm, met lichtmauve tot mauveroze, urnvormige bloemen in eindstandige, naar één zijde gerichte schermpjes. Algemene verspreiding: West-Europa, van Centraal Spanje tot Finland. In Nederland vooral op het diluvium en op de Waddeneilanden, in België vooral in de Kempen en in de Hoge Ardennen; door ontginning sterk afgenomen.

De overige Europese soorten zijn:
- Erica arborea L., boomhei: tot 6 m hoog, met kleine, klokvormige meestal witte bloemen in eindstandige pluimen. Middellandse Zeegebied, Macaronesië en bergen van Arabië en van Oost-Afrika.
- Erica australis L., Spaanse boomhei – synoniem: Erica aragonensis Willk., Erica occidentalis Merino: boomhei tot 2 m hoog, met klokvormige helder purperrode bloemen in eindstandige, schermvormige trossen. Midden en westen van het Iberisch Schiereiland, en noorden van Marokko.
- Erica carnea L., sneeuwhei – synoniem: Erica herbacea L., Erica mediterranea L.: liggend struikje tot 50 cm hoog met knikkende, eirond-urnvormige paarsroze bloemen in korte, naar één zijde gerichte trossen. Alpen en naburige streken, Apennijnen en noorden van de Balkan, op kalk- of dolomietgrond.
- Erica ciliaris L., wimperhei: struikje tot 60 cm met cilindrische tot urnvormige mauveroze bloemen in langwerpige trossen. West-Frankrijk, Britse Eilanden, Iberisch Schiereiland en het noorden van Marokko.
- Erica erigena R. Ross, reuzenvoorjaarshei – synoniem: Erica mediterranea auct., non L., Erica purpurascens auct., non L., Erica hibernica (Hook. & Arn.) Syme, non Utinet: struik van 1-2,5 m hoogte met knikkende, eirond-urnvormige paarsroze bloemen in lange trossen. Kuststreken van Ierland, van Zuidwest-Frankrijk (Gironde) en van het Iberisch Schiereiland.
- Erica lusitanica Rudolphi, Portugese hei: struik van 1-3 m hoogte met kleine, cilindrische, roze in de kop, later witte bloemen in piramidale pluimen. Zuidwest-Frankrijk (Landes) en westen van het Iberisch Schiereiland; verwilderd in Bretagne en Zuid-Engeland.
- Erica mackaiana Bab., MacKays hei – synoniem: Erica mackaii Hook.: West-Ierland en Galicië. Liggen tot opgaand struikje van 10 - 30 cm hoogte (tot 1 m in Galicië) met urnvormige mauveroze bloemen in dichte, eindstandige trossen.
- Erica manipuliflora  Salisb., troshei – synoniem: Erica verticillata Forssk., non P.J. Bergius: struik tot 1 m met klokvormige roze bloemen in meestal compacte, eindstandige trossen. Italië, Balkan en Klein-Azië.
- Erica multiflora L., veelbloemige hei: struik van 50-180 cm met urnvormige roze bloemen in korte trosjes. Westelijk Middellandse Zeegebied en Noord-Afrika.
- Erica sicula Guss. – synoniem: Pentapera sicula (Guss.) Klotzsch: liggend struikje tot 50 cm hoog met kleine, meestal vijfdelige, witte of roze bloemen in schermen. Sicilië, Malta, Noord-Afrika (Libië) en Klein-Azië.
- Erica terminalis Salisb., Corsicaanse hei – synoniem: Erica stricta Donn ex Willd., Erica multicaulis Salisb.: opgaande struik tot 2,5 m met kleine cilindrische tot urnvormige bleekroze bloemen in eindstandige schermen. Corsica, Sardinië, Zuid-Italië en -Spanje, en noorden van Marokko; verwilderd in Noord-Ierland.
- Erica umbellata L., schermbloemige hei: sterk vertakte struik tot 90 cm met urnvormig-ronde roze tot rode bloemen in schermen aan het einde van de takken. Westen van het Iberisch Schiereiland en noorden van Marokko.
- Erica vagans L., zwerfhei: opgaand tot spreidend struikje tot 80 cm met klokvormige zachtroze tot purperroze in cilindrische, veelbloemige tot 25 cm lange trossen. Atlantisch Europa, van Cornwall tot Noord-Portugal; verwilderd in Ierland.

Bruckenthalia spiculifolia (Salisb.) Rchb. – synoniem: Erica spiculifolia Salisb. heeft meeldraden die met de petalen vergroeid zijn. Dwergstruikje tot 25 cm met helder roze bloemen in dichte onbebladerde trosjes. Roemenië, Balkan en Noord-Turkije.
Waar de ouders samen groeien, kan men natuurlijke hybriden aantreffen, namelijk:
- Erica ×praegeri Ostenf. – synoniem: Erica ×stuartii Linton, hybride tussen Erica tetralix en Erica mackaiana.
- Erica ×watsonii Benth., hybride tussen Erica ciliaris en Erica tetralix.
- Erica ×williamsii Druce, hybride tussen Erica tetralix en Erica vagans.

### Kweek
De winterhardheid van de soorten en hun hybriden is echter sterk verschillend. De meest winterharde zijn Erica carnea en Erica tetralix. Erica cinerea, Erica terminalis en Erica vagans en de hybriden Erica ×praegeri, Erica ×watsonii en Erica ×williamsii zijn wat minder winterhard. Erica arborea, Erica ciliaris en Erica mackaiana zijn gevoeliger voor vorst. Erica lusitanica, Erica manipuliflora, Erica multiflora, Erica scoparia, Erica sicula en Erica umbellata zijn in Nederland en België niet voldoende winterhard om massaal aan te planten.
De winterharde soorten zijn bij ons geliefde tuinplanten. Een groot aantal cultivars van vooral Erica cinerea, Erica carnea, Erica tetralix en Erica vagans, werden geselecteerd voor hun habitus, de kleur van bloemen en loof, en hun bloeiperiode.
De volgende tuinhybriden worden ruim aangeboden:
- Erica ×darleyensis Bean, een goed tot matig winterharde hybride tussen Erica carnea en Erica erigena verkregen door J. Smith & Sons, Darley Dale rond 1890. Verschillende klonen ervan zijn voorhanden, zoals ‘Darley Dale’ met roze bloemen, ‘Silberschmelze’ met langdurige bloei (van november tot mei) van witte bloem, en ‘Kramers Rote’ met rode bloemen.
- Erica ×veitchii Bean, een weinig winterharde hybride tussen Erica arborea en Erica lusitanica verkregen door R. Veitch & Sons, Exeter rond 1895, met massale bloei van witte bloemen in april en mei.

De meeste soorten vereisen zure, humushoudende grond. Erica carnea, Erica ×darleyensis en Erica terminalis zijn kalktolerant.

### Decoratief gebruik
Dophei wordt in bosjes samengebonden en geweven tussen gegalvaniseerde ijzerdraad om heidematten of ericamatten van te maken. Zowel Europese dophei als Aziatische dophei wordt hiervoor gebruikt. Zowel de dikte van de matten, als de origine van de dophei bepalen de kwaliteit en zichtdichtheid van de matten. Heidematten doen vooral dienst als decoratiemat tegen een draadafsluiting. Op die manier kan er een schutting tussen twee tuinen geplaatst worden die de privacy respecteert. Heidematten zijn milieuvriendelijke tuinafscheidingen.

## Afrikaanse soorten

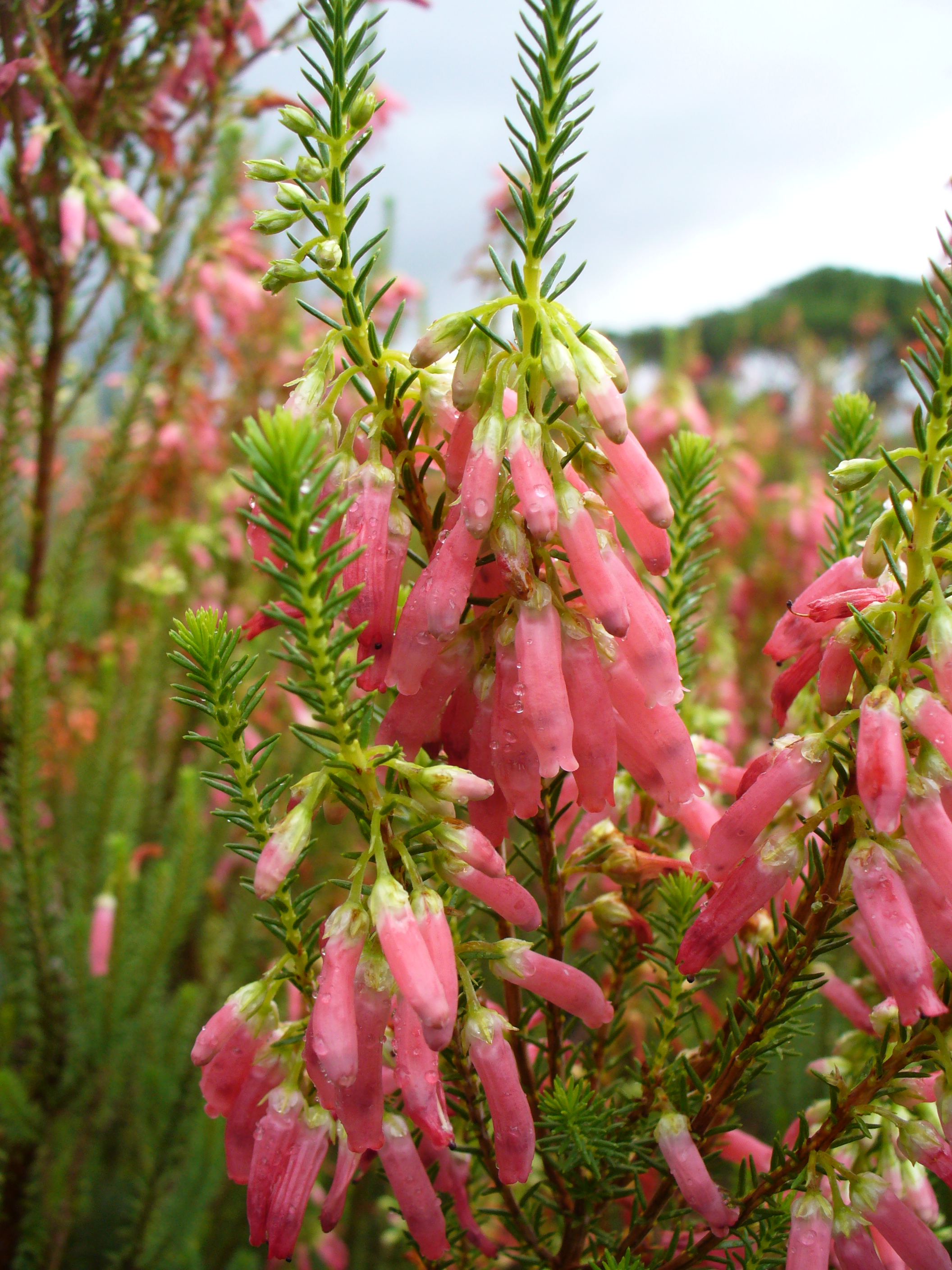
Erica mammosa

Een meerderheid van de meer dan 750 Afrikaanse heisoorten komt voor in het fynbos in de Kaapstreek van Zuid-Afrika, waar ze samen met Protea-soorten en andere struiken groeien. De meeste Zuid-Afrikaanse soorten hebben lange buisbloemen. In de Afromontane zones van Oost-Afrika groeien heisoorten die een aantal meter hoog worden, zoals boomhei (Erica arborea) en Erica rossii.
Soorten als Erica cerinthoides en Erica grandiflora met oranje bloemen, Erica speciosa met rode bloemen, Erica doliiformis en Erica mammosa met roze bloemen, of Erica bauera met porseleinwitte of teerroze bloemen, kunnen in Europa buiten gekweekt worden in streken met milde winters en droge zomers (Zuidwest-Frankrijk en het Middellandse Zeegebied).
Verschillen selecties van de hybride Erica ×hyemalis worden als potplant aangeboden.